# Lijst van Indiase acteurs
Dit is een lijst met grotendeels acteurs die spelen in India's drie grootste filmindustrieën: Bollywood (Hindi), Kollywood (Tamil) en Tollywood (Telugu). Daarnaast kent India nog een groot aantal kleinere filmindustrieën, die worden ingedeeld op basis van de verschillende talen die het land kent.

## A
- Aaman Devgan
- Aamir Khan
- Aarti Chhabria
- Aayush Sharma
- Abhimanyu Dassani
- Abhishek Bachchan
- Adarsh Gourav
- Aditi Gowariker
- Aditi Rao Hydari
- Aditya Pancholi
- Aditya Raj Kapoor
- Aditya Rawal
- Aditya Roy Kapur
- Aftab Shivdasani
- Agastya Nanda
- Ahaan Panday
- Ahan Shetty
- Aishwarya Rai
- Ajay Devgn
- Ajith Kumar
- Akhil Akkineni
- Akkineni Nageswara Rao
- Akshara Haasan
- Akshay Kumar
- Akshaye Khanna
- Alaya Furniturewala
- Ali Fazal
- Alia Bhatt
- Alizeh Agnihotri
- Allu Arjun
- Allu Rama Lingaiah
- Allu Sirish
- Alok Nath
- Amala Akkineni
- Ameesha Patel
- Amitabh Bachchan
- Amjad Khan
- Amol Palekar
- Amrish Puri
- Amrita Arora
- Amrita Rao
- Amrita Singh
- Amy Jackson
- Amyra Dastur
- Anand Deverakonda
- Ananya Panday
- Anil Kapoor
- Anita Raj
- Anjala Zaveri
- Anjali Devi
- Anna Salunke
- Antara Mali
- Anu Aggarwal
- Anupam Kher
- Anushka Sharma
- Anushka Shetty
- Aparshakti Khurana
- Apoorva Agnihotri
- Arbaaz Khan
- Archana Puran Singh
- Arjun Kapoor
- Arjun Rampal
- Armaan Jain
- Arshad Warsi
- Aruna Irani
- Arya
- Arya Babbar
- Asha Parekh
- Ashmit Patel
- Ashok Kumar
- Ashwini Bhave
- Asin
- Ashutosh Rana
- Asrani
- Atharvaa Murali
- Athiya Shetty
- Atul Agnihotri
- Avinash Tiwari
- Ayesha Dharker
- Ayesha Jhulka
- Ayesha Takia
- Ayushmann Khurrana

## B
- Babita
- Balakrishna
- Balraj Sahni
- Bhagyashree
- Bhanumathi
- Bhanupriya
- Bhumi Pednekar
- Bhumika Chawla
- Bikram Saluja
- Bindu
- Bipasha Basu
- Bobby Deol
- Boman Irani
- Bruna Abdullah

## C
- Celina Jaitly
- Chandrachur Singh
- Chiranjeevi
- Chitrangada Singh
- Chunky Panday

## D
- Daisy Shah
- Dalip Tahil
- Danny Denzongpa
- Dara Singh
- Darshan Kumar
- Dasari Narayana Rao
- Dattatraya Damodar Dabke
- Deepak Dobriyal
- Deepak Tijori
- Deepal Shaw
- Deepti Bhatnagar
- Dev Anand
- Devika
- Dhanush
- Dharmendra
- Dhruva Sarja
- Dia Mirza
- Diana Hayden
- Diana Penty
- Dileep Gopalakrishnan
- Dilip Kumar
- Diljit Dosanjh
- Dimple Kapadia
- Dino Morea
- Disha Patani
- Divya Bharti
- Divya Dutta
- Divya Khosla Kumar
- Dulquer Salmaan
- Durgabai Kamat

## E
- Ehan Bhat
- Elli AvrRam
- Emraan Hashmi
- Esha Deol
- Evelyn Sharma

## F
- Fahadh Faasil
- Faisal Khan
- Farah Naaz
- Fardeen Khan
- Farhan Akhtar
- Farida Jalal
- Farooq Sheikh
- Fatima Sana Shaikh
- Fawad Khan
- Feroz Khan
- Freida Pinto

## G
- G. Vara Lakshmi
- Gavin Packard
- Geeta Bali
- Geeta Dutt
- Genelia D'Souza
- Govind Namdev
- Govinda
- Gracy Singh
- Gul Panag
- Gulshan Grover
- Gummadi
- Guru Dutt

## H
- Hansika Motwani
- Harman Baweja
- Harshvardhan Kapoor
- Harshvardhan Rane
- Helen
- Hema Malini
- Himanshu Malik
- Hrishita Bhatt
- Hrithik Roshan
- Huma Qureshi

## I
- Ibrahim Ali Khan
- Iftekhar
- Ileana D'Cruz
- Imaad Shah
- Imran Khan
- Inder Kumar
- Iravathi
- Irrfan Khan
- Isabelle Kaif
- Isha Koppikar
- Ishaan Khatter

## J
- Jackie Shroff
- Jackky Bhagnani
- Jacqueline Fernandez
- Jaddanbai
- Jagdeep
- Jamie Lever
- Janhvi Kapoor
- Javed Jaffrey
- Jaya Bachchan
- Jaya Prada
- Jaya Sudha
- Jayalalithaa
- Jayam Ravi
- Jeetendra
- Jeevan
- Jesse Lever
- Jiah Khan
- Jimmy Shergill
- Jitendra Kumar
- John Abraham
- Johnny Walker
- Johnny Lever
- Joy Mukherjee
- Jugal Hansraj
- Juhi Babbar
- Juhi Chawla
- Junaid Khan
- Jyotika

## K
- Kabir Bedi
- Kader Khan
- Kajal Aggarwal
- Kajol
- Kalki Koechlin
- Kamal Haasan
- Kamini Kaushal
- Kamlabai Gokhale
- Kangana Ranaut
- Karan Deol
- Karan Johar
- Karan Kapadia
- Karan Kapoor
- Karan Nath
- Karan Singh Grover
- Kareena Kapoor
- Karishma Kapoor
- Karthi
- Kartik Aaryan
- Kashmira Shah
- Katrina Kaif
- Kausalya
- Keerthy Suresh
- Keshto Mukherjee
- Khushi Kapoor
- Kiara Advani
- Kim Sharma
- Kimi Katkar
- Kiran Kumar
- Kirron Kher
- Kirti Reddy
- Kishore Kumar
- Koena Mitra
- Konkona Sen Sharma
- Krishna
- Kriti Kharbanda
- Kriti Sanon
- Krushna Abhishek
- Krystle D'Souza
- Kubbra Sait
- Kulbhushan Kharbanda
- Kumar Gaurav
- Kunal Kapoor (1959)
- Kunal Kapoor (1977)
- Kunal Khemu
- Kunchako Boban

## L
- Laila
- Laksh Lalwani
- Lakshmi
- Lakshmi Gopalaswamy
- Lakshmi Manchu
- Lakshmi Menon
- Lakshmi Rai
- Lakshmidevi
- Lalita Pawar
- Lalitha
- Lara Dutta
- Lauren Gottlieb
- Lavanya Tripathi
- Laxmikant Berde
- Leela Chitnis
- Leelavathi
- Lena
- Lillete Dubey
- Lisa Haydon
- Lisa Ray
- Lokesh
- Loknath
- Lucky Ali
- Luv Sinha

## M
- Mac Mohan
- Madhubala
- Madhuri Dixit
- Mahaakshay Chakraborty
- Mahesh Babu
- Mahesh Manjrekar
- Mahi Gill
- Mahima Chaudhry
- Mala Sinha
- Malaika Arora
- Mallika Sherawat
- Mammootty
- Mamta Kulkarni
- Mandakini
- Mandana Karimi
- Manisha Koirala
- Manoj Bajpayee
- Manoj Kumar
- Manushi Chhillar
- Meena Kumari
- Meenakshi Sheshadri
- Meenakshi Shirodkar
- Meera Jasmine
- Meezaan Jafri
- Mehmood
- Milind Soman
- Minissha Lamba
- Mithun Chakraborty
- Moon Moon Sen
- Mohan Joshi
- Mohnish Bahl
- Mouni Roy
- Moushumi Chatterji
- Mrunal Thakur
- Mukesh Khanna
- Mukul Dev
- Mumtaz

## N
- N.T. Rama Rao
- N.T. Rama Rao Jr.
- Naga Chaitanya
- Nagaiah Chitturi
- Nagarjuna
- Nagma
- Nakul
- Nalini Jaywant
- Namrata Shirodkar
- Nana Patekar
- Nandamuri Balakrishna
- Nandamuri Kalyan Ram
- Nandini Singh
- Nandita Das
- Nargis
- Nargis Fakhri
- Naseeruddin Shah
- Navin Nischol
- Nawazuddin Siddiqui
- Nayanthara
- Neelam
- Neetu Singh
- Neha Dhupia
- Neha Sharma
- Neil Nitin Mukesh
- Nethra Raghunath
- Nidhhi Agerwal
- Nigaar Khan
- Nikhil Siddharth
- Nikitin Dheer
- Nirupa Roy
- Nithiin
- Nivin Pauly
- Noor Jahan
- Nora Fatehi
- Nushrat Bharucha
- Nutan
- Nyra Banerjee

## O
- Oduvil Unnikrishnan
- Om Katare
- Om Prakash
- Om Puri
- Om Shivpuri
- Omi Vaidya
- Omkar Kapoor
- Oviya

## P
- Padmini Kolhapure
- Panja Vaisshnav Tej
- Paresh Rawal
- Parineeti Chopra
- Parthiban
- Parveen Babi
- Pawan Kalyan
- Pawan Singh
- Payal Rohatgi
- Perizaad Zorabian
- Pooja Batra
- Pooja Bedi
- Pooja Bhatt
- Pooja Hegde
- Poonam Dhillon
- Poonam Sinha
- Prabhas
- Prabhu Deva
- Prachi Desai
- Prakash Raj
- Pran
- Pranutan Bahl
- Prashanth
- Prasanna
- Prateik Babbar
- Preeti Jhangiani
- Preity Zinta
- Prem Chopra
- Prithviraj Kapoor
- Prithviraj Sukumaran
- Priya Gill
- Priyanka Chopra
- Priyanshu Chatterjee
- Pulkit Samrat
- Puneet Issar
- Puneeth Rajkumar
- Puru Raajkumar

## R
- R. Madhavan
- R. Nageswara Rao
- Raaj Kumar
- Raavi Kondala Rao
- Radha Kumari
- Radhika Apte
- Rahul Bose
- Rahul Dev
- Rahul Khanna
- Rahul Roy
- Raj Babbar
- Raj Kapoor
- Raj Kiran
- Raj Zutshi
- Raja Sulochana
- Rajanala
- Rajat Bedi
- Rajat Kapoor
- Rajendra Kumar
- Rajesh Khanna
- Rajkummar Rao
- Rajinikanth
- Rajiv Kapoor
- Rajpal Yadav
- Rakesh Roshan
- Rakhee Gulzar
- Rakhi Sawant
- Rakul Preet Singh
- Ram Charan
- Ram Pothineni
- Ramana Reddy
- Rambha
- Ramya Krishnan
- Rana Daggubati
- Ranbir Kapoor
- Randeep Hooda
- Randhir Kapoor
- Rani Mukerji
- Ranjeet
- Ranveer Singh
- Ranvir Shorey
- Rasha Thadani
- Rashmika Mandanna
- Rati Agnihotri
- Raveena Tandon
- Ravi Kishan
- Ravi Teja
- Reema Sen
- Reema Lagoo
- Reena Roy
- Regina Cassandra
- Rekha
- Relangi Venkata Ramaiah
- Revathi
- Rhea Chakraborty
- Rimi Sen
- Rinke Khanna
- Rinzing Denzongpa
- Rishi Kapoor
- Riteish Deshmukh
- Riya Sen
- Roja
- Ruma Guha Thakurta

## S
- S. V. Ranga Rao
- Saahil Khan
- Sachin
- Sadashiv Amrapurkar
- Sadhana Shivdasani
- Saeed Jaffrey
- Sai Dharam Tej
- Sai Pallavi
- Saiee Manjrekar
- Saif Ali Khan
- Saiyami Kher
- Sakshi Shivanand
- Salman Khan
- Samantha Ruth Prabhu
- Sameera Reddy
- Sanjana Kapoor
- Sanjay Dutt
- Sanjay Kapoor
- Sanjay Khan
- Sanjay Suri
- Sanjeev Kumar
- Sara Ali Khan
- Saran Shakthi
- Sarfaraz Khan
- Sarika
- Satish Kaushik
- Satyanarayana Kaikala
- Sayaji Shinde
- Sayyeshaa
- Seema Biswas
- Shabana Azmi
- Shahid Kapoor
- Shah Rukh Khan
- Shakti Kapoor
- Shalini Pandey
- Shamita Shetty
- Shammi Kapoor
- Shanaya Kapoor
- Sharad Kapoor
- Sharman Joshi
- Sharmila Tagore
- Sharvari Wagh
- Sharwanand
- Shashi Kapoor
- Shashikala
- Shatrughan Sinha
- Sheeba Akashdeep
- Shilpa Shetty
- Shilpa Shirodkar
- Shiny Ahuja
- Shirley Setia
- Shobana
- Shobhan Babu
- Shobhna Samarth
- Shraddha Kapoor
- Shreyas Talpade
- Shriya Pilgaonkar
- Shriya Saran
- Shruti Haasan
- Siddhant Chaturvedi
- Siddhanth Kapoor
- Sidharth Malhotra
- Silambarasan
- Silk Smitha
- Simi Garewal
- Simran
- Sivakarthikeyan
- Smita Patil
- Sneha Ullal
- Soha Ali Khan
- Sohail Khan
- Sonakshi Sinha
- Sonali Bendre
- Sonali Kulkarni
- Sonnalli Seygall
- Sonam Kapoor
- Sonu Sood
- Sooraj Pancholi
- Soundarya
- Sreeleela
- Sridevi
- Srinidhi Shetty
- Suchitra Sen
- Sudeep
- Sudheer Babu
- Suhana Khan
- Suman Ranganathan
- Sumanth
- Suniel Shetty
- Sunil Dutt
- Sunny Deol
- Sunny Kaushal
- Sunny Leone
- Supriya Pilgaonkar
- Suresh Gopi
- Suresh Oberoi
- Suriya
- Suryakantham
- Sushant Singh Rajput
- Sushanth
- Sushmita Sen

## T
- Taapsee Pannu
- Tabu
- Tamannaah
- Tanishaa Mukerji
- Tannishtha Chatterjee
- Tanuja
- Tanushree Dutta
- Tara Deshpande
- Tara Sharma
- Tara Sutaria
- Tejaswini
- Tiger Shroff
- Tinnu Anand
- Tom Alter
- Tovino Thomas
- Triptii Dimri
- Trisha Kishnan
- Tusshar Kapoor
- Twinkle Khanna

## U
- Uday Chopra
- Uday Kiran
- Udaykumar
- Udaya Chandrika
- Udhayathara
- Udita Goswami
- Ulka Gupta
- Uma Padmanabhan
- Uma Shankari
- Umashree
- Unni Mukundan
- Upasana Singh
- Upen Patel
- Upendra
- Upendra Limaye
- Urmila Matondkar
- Urmilla Kothare
- Urvashi
- Urvashi Rautela
- Usha Kiran
- Usha Nadkarni
- Utpal Dutt
- Uttam Kumar
- Uttam Mohanty

## V
- Vaani Kapoor
- Vadivelu
- Vadivukkarasi
- Vani Bhojan
- Vani Viswanath
- Vanisree
- Vanisri
- Vanitha Vijayakumar
- Varalaxmi Sarathkumar
- Vardhan Puri
- Varsha Bollamma
- Varsha Usgaonkar
- Varun Dhawan
- Varun Tej
- Vatsal Seth
- Vedang Raina
- Vedhika
- Venkatesh
- Vennela Kishore
- Venu Madhav
- Vicky Kaushal
- Vidya Balan
- Vidya Malavade
- Vidyut Jammwal
- Viineet Kumar
- Vijay
- Vijay Antony
- Vijay Deverakonda
- Vijay Raaz
- Vijay Raghavendra
- Vijay Sethupathi
- Vijay Varma
- Vikram
- Vikram Prabhu
- Vikrant Massey
- Vikranth
- Vindu Dara Singh
- Vinod Khanna
- Vinod Mehra
- Vir Das
- Vishal
- Vishal Jethwa
- Vivaan Shah
- Vivek
- Vivek Oberoi
- Vyjayanthimala

## W
- Waheeda Rehman
- Waluscha De Sousa
- Wamiqa Gabbi
- Warina Hussain

## Y
- Yagna Shetty
- Yami Gautam
- Yamuna
- Yana Gupta
- Yash
- Yash Tonk
- Yashpal Sharma
- Yatin Karyekar
- Yogeeta Bali
- Yogesh
- Yukta Mookhey
- Yunus Parvez
- Yuvika Chaudhary

## Z
- Zahan Kapoor
- Zaheer Iqbal
- Zareen Khan
- Zarina Wahab
- Zayed Khan
- Zeenat Aman
- Zoa Morani
- Zohra Segal
- Zoya Afroz
- Zubeida
- Zulfi Syed